# 남극 달러
남극 달러(영어: Antarctican dollar)는 "남극 해외 환전 사무소"(Antarctica Overseas Exchange Office)라는 기업이 발행하는 남극의 통화를 흉내낸 기념품이다. 법정 통화는 아니다. 화폐기호는 A$를 사용한다.
1달러, 2달러, 3달러, 5달러, 10달러, 20달러, 50달러, 100달러 지폐가 있다.

## 남극 달러 도안
- 1달러에는 펭귄과 페터만 섬이 그려져 있다.
- 2달러에는 펭귄과 바위가 그여져 있다.
- 5달러에는 로알 아문센과 노르웨이의 국기 ( 노르웨이)가 그려져 있다.
- 10달러에는 로버트 팰컨 스콧이 그려져 있다.
- 20달러에는 멸종위기종인 게잡이물범이 그려져 있다.
- 50달러에는 맥머도 기지가 그려져 있다.
- 100달러에는 오존홀이 그려져 있다.